# On Her Wedding Day (film 1913)
On Her Wedding Day è un cortometraggio muto del 1913 diretto da George Nichols.

## Produzione
Il film fu prodotto dalla Lubin Manufacturing Company.

## Distribuzione
Distribuito dalla General Film Company, il film - un cortometraggio in una bobina - uscì nelle sale cinematografiche statunitensi l'11 luglio 1913.